# صلح (إسلام)
الصُّلْحُ - صُلْحُ:
إعادة المياه إلى مجاريها أو ارجاع ما فسد إلى سيرته الأولى أو قطْع النزاع. الإنسان مدنيٌ بطبعه لا يستغني عن التعامل مع إخوانه، ولا يستطيع أن يعيش منفرداً، ولكن عليه أن يحتمل الأذى ويكف أذاه عن إخوانه، وان يصطلح وان يرجع وهو دليلٌ كذلك على صفاء نفسه وحسن خلقه،
الصُّلْحُ : إنهاءُ الخصومة. صَلُحَ صَلُحَ ُ صَلاَحاً، وصُلُوحاً: صَلَحَ. فهو صَليحٌ. و الصُّلْحُ إنهاء حالة الحرب. و الصُّلْحُ السَّلم.
وقد يوصف بالمصدر؛ فيقال: هو صَلح لي، وهم لنا صَلح : مصالحون. المعجم الوسيط

## الصُّلْحُ تعريفه اصطلاحاً
- 1 ـ عرّفه الحنفية والإماميّة والشافعية

بأنّه: (عقْد وضْعٍ لرفْع المُنازعة). والتعريف اتّكأ ـ كما هو واضح ـ على الغاية مِن الصُلح، وفيه من عدم المانعيّة أنّ أكثر العقود الشرعيّة وُضعت ابتداءً لرفع المنازعة، فلو قيّدوها ـ بعد حصولها ـ لانصرف الذهن إلى أنّه وسيلة لضمان العقد، وإنهاء المسؤليّة العقديّة، لكن ما يسوّغ القول بصحّة هذا التعريف أنّهم لم يُريدوا اعتبار المنازعة مقدّمة داخلة في شرائط صحّة الصُلح، فمع هذا القيد ربّما يُفهم أنّه لا يصلح إلاّ عندما تسبقه خصومة ونزاع، وهذا ما سيتبيّن في عَرْض فروض الصُلح.
- 2 ـ وعرّفه الحنابلة

بأنّه: (معاقدة يتوصّل بها إلى الإصلاح بين المختلفَين). وفيه، أنّه يدخل فيه التعويض المدني وبقضاء القاضي، إذا قبِل فيه قبْل النطق بالحُكم.
- 3 ـ وعرّفه المالكية

بأنّه: (انتقال عن حقٍّ أو دعوى بعوَض، لرفعِ نزاعٍ أو خوف وقوعه)، وأرادوا بالانتقال نقل المركز القانوني للخصم من حيّز المطالبة، إلى عدمها.
وهو ما يقابل التنازل عن الحقّ أو إسقاطه، وفرّقوا بين الحقّ والدعوى؛ لأجْل أن يوسّعوا موضوع الصُلح إلى ما يشمل الحقّ الثابت، وغير الثابت المعبّر عنه بالدعوى، لكنّهم لمّا قيّدوه بالعوض، فُهِم منه أنّ الصلح على مبنى المالكيّة لا يتمّ إلاّ بعوَض. ومن هُنا يمكن وصف التعريف بعدم الجامعيّة؛ لأنّه يصحّ الصُلح بلا عوضٍ، ومن جهة المقاصد نجدهم قد جعلوا رفع الخصومة الحاليّة أو المتوقّعة غرضاً للصُلح.
- 4 ـ وعرّفه بعض الفقهاء

بأنّه: (التراضي والتسالم على أمر، من تمليكِ عينٍ أو منفعة، أو إسقاط دين أو حقٍّ أو غير ذلك).
وفي التعريف تسوية بين إتمامه عن تراضٍ أو تسالم.

## تعريف فقهاءالقانون
أنّه: عقدٌ يَحسم به الطرفان نزاعاً قائماً، أو يتوقّيان به حصول نزاعٍ محتمل، ذلك بأن ينزل كلٌّ منهما على وجه التقابل عن جزءٍ من ادّعائه.
إنّه عقدٌ شرعيٌّ ينهي خصومة حاصلة أو متوقّعة غالباً، بالتوصّل إلى ما يتراضى به الخصوم انتهـاءً، إمّا بإسقاط بعضهم كلّ حقّه أو جزئه، بعوَضٍ أو من دون عوَض.

## الصُّلْحُ في الإسلام

### سبب مشروعية الصلح
لقد شرع الإسلام، الصلح وحثَّ عليه مادام لا يحل حراماً، ولا يحرم حلالاً، لأنه يقضي علي المنازعات التي من شأنها أن تشيع الحقد والكراهية في قلوبالناس. وذلك أنها قد تؤدي إلي عواقب غير محمودة.

## أدلة الصلح

### الصلح فيالقرآن الكريم
- قال تعالي في: سورة الحجرات ﴿وَإِنْ طَائِفَتَانِ مِنَ الْمُؤْمِنِينَ اقْتَتَلُوا فَأَصْلِحُوا بَيْنَهُمَا فَإِنْ بَغَتْ إِحْدَاهُمَا عَلَى الْأُخْرَى فَقَاتِلُوا الَّتِي تَبْغِي حَتَّى تَفِيءَ إِلَى أَمْرِ اللَّهِ فَإِنْ فَاءَتْ فَأَصْلِحُوا بَيْنَهُمَا بِالْعَدْلِ وَأَقْسِطُوا إِنَّ اللَّهَ يُحِبُّ الْمُقْسِطِينَ ۝٩﴾ [الحجرات:9].
- وقال سبحانه في: سورة النساء ﴿وَإِنِ امْرَأَةٌ خَافَتْ مِنْ بَعْلِهَا نُشُوزًا أَوْ إِعْرَاضًا فَلَا جُنَاحَ عَلَيْهِمَا أَنْ يُصْلِحَا بَيْنَهُمَا صُلْحًا وَالصُّلْحُ خَيْرٌ وَأُحْضِرَتِ الْأَنْفُسُ الشُّحَّ وَإِنْ تُحْسِنُوا وَتَتَّقُوا فَإِنَّ اللَّهَ كَانَ بِمَا تَعْمَلُونَ خَبِيرًا ۝١٢٨﴾.
- قال تعالي في: سورة النساء ﴿لَا خَيْرَ فِي كَثِيرٍ مِنْ نَجْوَاهُمْ إِلَّا مَنْ أَمَرَ بِصَدَقَةٍ أَوْ مَعْرُوفٍ أَوْ إِصْلَاحٍ بَيْنَ النَّاسِ وَمَنْ يَفْعَلْ ذَلِكَ ابْتِغَاءَ مَرْضَاةِ اللَّهِ فَسَوْفَ نُؤْتِيهِ أَجْرًا عَظِيمًا ۝١١٤﴾ [النساء:114].
- قال تعالي في: سورة آل عمران ﴿وَلْتَكُنْ مِنْكُمْ أُمَّةٌ يَدْعُونَ إِلَى الْخَيْرِ وَيَأْمُرُونَ بِالْمَعْرُوفِ وَيَنْهَوْنَ عَنِ الْمُنْكَرِ وَأُولَئِكَ هُمُ الْمُفْلِحُونَ ۝١٠٤﴾ [آل عمران:104].

### الصلح في السنة المطهرة
- روى الشيخان عن أبي هريرة أن رسول اللَّه ﷺ قال: «كل سُلامى من الناس عليه صدقة كل يوم تطلع فيه الشمس: تعدل بين الاثنين صدقة، وتعين الرجل في دابته فتحمله عليها أو ترفع عليها متاعه صدقة، والكلمة الطيبة صدقة، وكل خطوة تخطوها إلى الصلاة صدقة، وتميط الأذى عن الطريق صدقة». «البخاري حديث 2989- مسلم حديث 1009».
- قال الإمام النووي: قوله ﷺ : «تعدل بين الاثنين صدقة» أي تصلحُ بينهما بالعدل. «مسلم بشرح النووي ج4 ص103».
- وروى أبو داود عن أبو الدرداء الأنصاري أن رسول اللَّه ﷺ قال: «ألا أخبركم بأفضل من درجة الصيام والصلاة والصدقة؟ قالوا: بلى يا رسول الله، قال: إصلاح ذات البين، وفساد ذات البين الحالقة». «حديث صحيح، صحيح أبي داود للألباني حديث 4111».
- قال محمد شمس الحق العظيم آبادي: في هذا الحديث حث وترغيب في إصلاح ذات البين واجتناب الإفساد فيها، لأن الإصلاح سبب للاعتصام بحبل الله وعدم التفريق بين المسلمين، وفساد ذات البين ثُلْمة في الدين، فمن تعاطى إصلاحها ورفع فسادها، نال درجة فوق ما يناله الصائم القائم، المشتغل بخويصة نفسه. «عون المعبود شرح سنن أبي داود ج13 ص178».
- جواز الأخذ من الزكاة للصلح بين الناس: مما يدل على عناية الشريعة الإسلامية بالصلح بين الناس أنه يجوز للمصلح بين المتخاصمين أن يُعْطَى من الزكاة أو من بيت المال لأداء ما تحمله من ديون في سبيل الإصلاح بين الناس.
- وقال (: «الصلح جائز بين المسلمين، إلا صلحًا أحلَّ حرامًا أو حرم حلالا» أبو داود.

## أنواع المصالح عنه
المصالح عنه نوعان:

### 1- حقوق مالية
كأن يكون الحق المتنازع عليه مالاً علي مدين، وقد يكون دارًا أو محلا أعطاه صاحبه لرجلٍ لينتفع به لمدة معينة، وعند انتهاء المدة لم يعده إلي صاحبه مدعيًا أنه قد أعطاه له علي سبيل التمليك الأبدي، وأنه ليس له الرجوع في ذلك.

### 2- حقوق شخصية غير مادية
كأن يتنازل إنسان عن حق له حتى يظل بجواره مثلا، كأن تتنازل الزوجة لزوجها عن شيء من حقها مقابل ألا يطلقها كما فعلت السيدة سودة بنت زمعة زوج رسول الله (فقد خافت أن يطلقها الرسول (لكبر سنها، فقالت: يا رسول الله، أمسكني وليلتي لعائشة (أي لا تطلقني علي أن أتنازل عن ليلتي التي تبيتها معي فتبيتها مع عائشة).

## أنواع الصلح

### صلح الإقرار
والصلح إما أن يكون صلحًا عن إقرار؛ كأن يدعي أحمد مثلا أن له علي محمود دينًا، فيقر محمود ذلك، ويعترف بأن لأحمد دينًا عنده، ثم يتصالحان علي شيء يتفقان عليه.

### صلح الإنكار
الصلح عن إنكار، كأن ينكر محمود أن لأحمد دينًا عنده، ثم يتصالحان.

### صلح السكوت
وقد يكون عن سكوت، كأن يسكت محمد عندما يدعي أحمد أن له حقًا عليه، فلا يقر ولا ينكر.
- وقد اتفق الفقهاء علي جواز صلح الإقرار، واختلفوا حول صلح السكوت، وصلح الإنكار، فبعضهم أجازهما وبعضهم قال إنهما لا يجوزان. وقد يتم الصلح بإبراء من بعض الدين أو بأخذ بديل عن الدين.
- الصلح الأول: ففيه يأخذ صاحب الحق نصف حقه مثلا.

ويتنازل عن النصف الآخر، وقد روي أن كعب بن مالك كان له عند رجل دين، فطلبه منه في المسجد، وعلت أصواتهما حتى سمعها رسول الله (وهو في بيته، فخرج إليهما رسول الله (حتى كشف سجف (ستر) حجرته، ونادي:«يا كعب بن مالك». قال كعب: لبيك يا رسول الله فأشار بيده «ضع الشطر من دينك (أي تنازل عن بعضه)». فقال كعب: قد فعلت يا رسول الله. قال (: «قم فاقضه»[متفق عليه]. فكعب هنا تنازل عن نصف ماله عند المدين، وتصالح معه علي ذلك.
ولا يجوز في الصلح الذي فيه إبراء من البعض أن يشترط الذي عليه الحق الإبراء أو التأجيل، لكن إن انظره صاحب الحق من غير شرط، فجاز، وهو خير يفعله.
- الصلح الثاني: فهو كأن يتفق أو يتصالح المدين مع الدائن علي أن يعطي له كتابًا مثلا بدلا من الدين الذي عليه إن كان الدين مالا.